# Медаль Анатолия Кони
Меда́ль Анато́лия Ко́ни — высшая ведомственная медаль Министерства юстиции Российской Федерации, учреждённая приказом Министерства юстиции Российской Федерации № 75 от 25 февраля 2000 года.

## Правила награждения
Согласно Положению (с изменениями от 29 апреля 2002 года) медалью Анатолия Кони награждаются:
- работники органов, учреждений и организаций Министерства юстиции Российской Федерации, имеющие стаж службы (работы) 10 и более лет в системе Министерства юстиции Российской Федерации;
- работники уголовно-исполнительной системы Министерства юстиции Российской Федерации, имеющие стаж службы (работы) 10 и более лет в системе Министерства юстиции Российской Федерации и Министерстве внутренних дел Российской Федерации;
- лица, перешедшие из других федеральных органов исполнительной власти и иных органов в Министерство юстиции Российской Федерации и имеющие стаж государственной службы (работы), военной службы и службы в федеральных органах исполнительной власти и иных органах, где предусмотрено присвоение специальных званий, 10 и более лет;
- другие работники федеральных органов государственной власти, граждане Российской Федерации и иностранные граждане.

В исключительных случаях по решению Министра юстиции Российской Федерации медалью Анатолия Кони награждаются работники органов, учреждений и организаций Министерства юстиции Российской Федерации, работники уголовно-исполнительной системы Министерства юстиции Российской Федерации и лица, перешедшие из других федеральных органов исполнительной власти и иных органов в Министерство юстиции Российской Федерации и имеющие стаж государственной службы (работы), военной службы и службы в федеральных органах исполнительной власти и иных органах, где предусмотрено присвоение специальных званий, менее 10 лет.
Награждение медалью Анатолия Кони производится за:
- большой вклад в реализацию государственной политики в сфере юстиции и законотворческую деятельность;
- эффективное обеспечение прав и законных интересов личности и государства;
- весомый личный вклад в обеспечение установленного порядка деятельности судов;
- заслуги в обеспечении исполнения актов судебных и других органов;
- заслуги в обеспечении исполнения уголовных наказаний;
- личный вклад в развитие юридической науки и образования, подготовку квалифицированных кадров;
- укрепление международного сотрудничества в области юстиции.

Повторное награждение медалью Анатолия Кони не производится.

## Правила ношения
Медаль Анатолия Кони носится на левой стороне груди и располагается ниже
государственных наград Российской Федерации. При наличии других ведомственных наград располагается перед ними.

## Описание медали
Медаль Анатолия Кони изготовляется из латуни и имеет форму правильного круга диаметром 32 мм. На лицевой стороне медали помещено погрудное изображение А. Ф. Кони. В верхней части медали — надпись «Анатолий Кони», в нижней — цифры «1844—1927». На оборотной стороне медали, в центре, расположена надпись «За вклад в развитие юстиции», по окружности — венок из лавровых веток. Все изображения и надписи на медали выпуклые. Края медали окаймлены бортиком.
Медаль при помощи ушка и кольца соединяется с пятиугольной колодкой, обтянутой шёлковой муаровой лентой зелёно-оранжевого цвета шириной 24 мм. Колодка с медалью при помощи булавки крепится к одежде.
Медаль названа в честь выдающегося российского юриста Анатолия Фёдоровича Кони.
Медаль создана под руководством главного герольдмейстера уголовно-исполнительной системы отдела наград управления кадров Минюста России полковника Л. Миндруля.

## Награждённые медалью
Кроме сотрудников Минюста России этой медалью награждаются выдающиеся учёные, а также государственные, общественные и религиозные деятели, среди которых:
- Людмила Алексеевна Вербицкая
- Владимир Вольфович Жириновский
- Сергей Леонидович Катанандов
- Сергей Владиленович Кириенко
- Николай Михайлович Кропачев
- Юрий Михайлович Лужков
- Патриарх Алексий II
- Пётр Иванович Савицкий
- Сергей Валерьевич Скляров
- Пётр Иванович Сумин
- Владимир Иванович Теребилов
- Владимир Александрович Туманов
- Вячеслав Фадеевич Хижняков
- Сергей Михайлович Шахрай
- Павел Владимирович Крашенинников
- Сергей Сергеевич Алексеев
- Олег Емельянович Кутафин